# Souvigny-de-Touraine
Souvigny-de-Touraine ist eine französische Gemeinde mit 391 Einwohnern (Stand: 1. Januar 2022) im Département Indre-et-Loire, in der Région Centre-Val de Loire. Sie gehört zum Arrondissement Loches und zum Kanton Amboise. Ihre Einwohner nennen sich die Salvinaciens. Die Gemeinde ist Mitglied des Gemeindeverbandes Communauté de communes du Val d’Amboise.

## Geographie
Souvigny-de-Touraine liegt etwa 30 Kilometer östlich von Tours am Fluss Amasse. Die Nachbargemeinden von Souvigny-de-Touraine sind Chargé im Norden und Nordwesten, Mosnes im Norden und Nordosten, Vallières-les-Grandes im Osten, Chissay-en-Touraine im Südosten, Chisseaux und Chenonceaux im Süden, Civray-de-Touraine im Südwesten, Amboise im Westen sowie Saint-Règle im Westen und Nordwesten.

## Demographie
| Jahr                      | 1962 | 1968 | 1975 | 1982 | 1990 | 1999 | 2006 | 2013 |
| Einwohner                 | 247  | 274  | 260  | 275  | 310  | 366  | 367  | 377  |
| Quelle: Cassini und INSEE |      |      |      |      |      |      |      |      |

## Sehenswürdigkeiten
- Kirche Saint-Saturnin aus dem 12. Jahrhundert
- Priorat und Kapelle von Montoussant

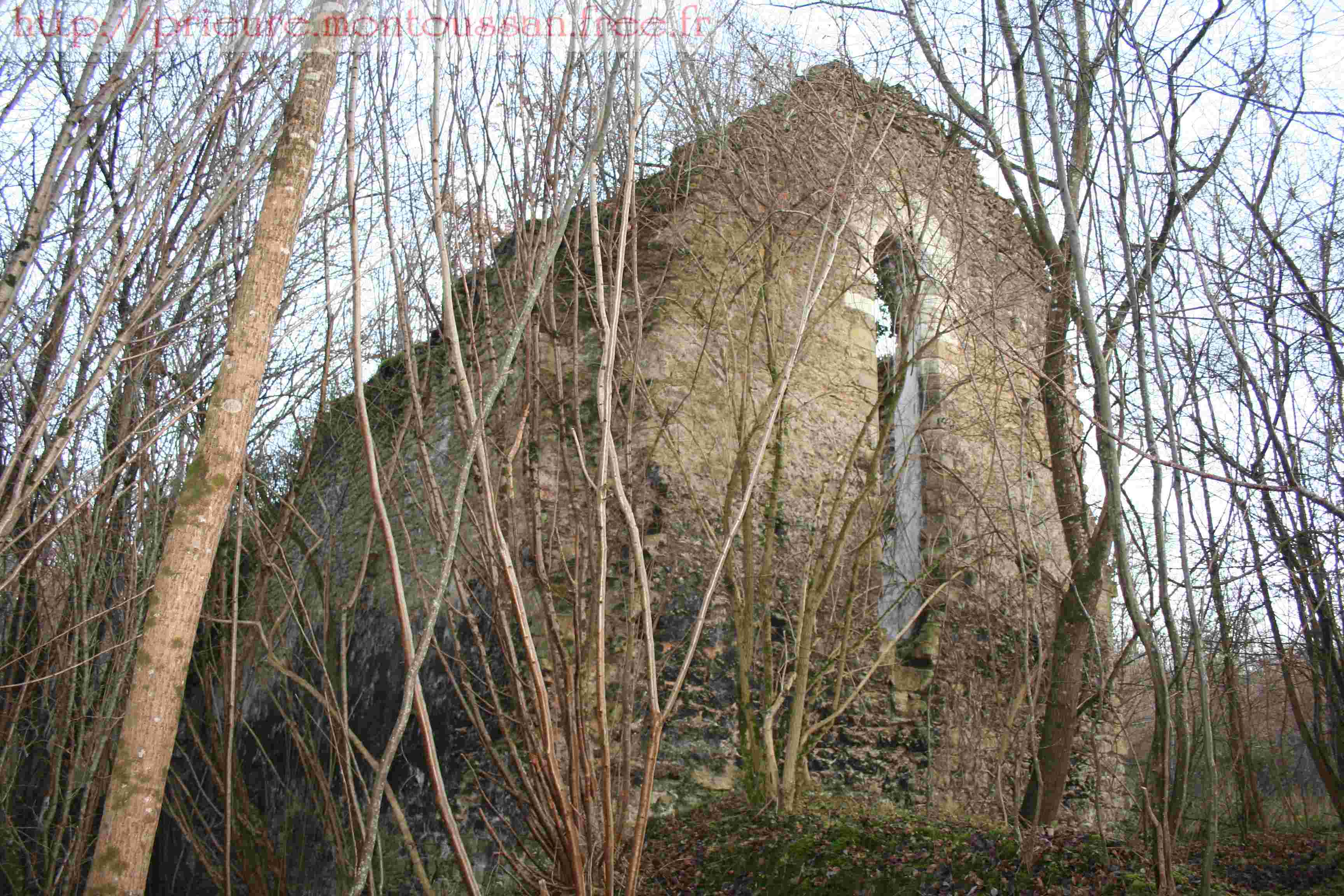
Priorat von Montoussant

- Herrenhaus von Le Feuillet